# Arrondissement de Grevenbroich-Neuss
L'arrondissement de Grevenbroich-Neuss est de 1929 à 1946 un arrondissement du district de Düsseldorf dans la province de Rhénanie.

## Histoire
L'arrondissement de Grevenbroich-Neuss est un arrondissement formé le 1er août 1929 à partir de l'arrondissement de Grevenbroich (de), de l'arrondissement de Neuss et de parties de l'arrondissement de Gladbach. Lorsque le parlement de l'État prussien adopte la loi de réorganisation en 1929, la carte du Bas-Rhin change considérablement. L'un des plus grands changements est la fondation du nouveau quartier Grevenbroich-Neuss. Dans le détail, il se compose initialement des communes suivantes :
Les communes suivantes de l'arrondissement de Grevenbroich sont intégrées :
- Allrath aujourd'hui à Grevenbroich
- Barrenstein aujourd'hui à Grevenbroich
- Bedburdyck aujourd'hui à Jüchen
- Broich aujourd'hui à Dormagen
- Elfgen aujourd'hui à Grevenbroich
- Elsen aujourd'hui à Grevenbroich
- Frimmersdorf aujourd'hui à Grevenbroich
- Garzweiler aujourd'hui à Jüchen
- Grevenbroich
- Gustorf aujourd'hui à Grevenbroich
- Hemmerden aujourd'hui à Grevenbroich
- Hochneukirch aujourd'hui à Jüchen
- Hoeningen aujourd'hui à Rommerskirchen
- Jüchen
- Kapellen aujourd'hui à Grevenbroich
- Kelzenberg aujourd'hui à Jüchen
- Laach aujourd'hui à Grevenbroich
- Neuenhausen aujourd'hui à Grevenbroich
- Neukirchen aujourd'hui à Grevenbroich
- Neurath aujourd'hui à Grevenbroich
- Oekoven aujourd'hui à Rommerskirchen
- Wanlo aujourd'hui à Mönchengladbach
- Wevelinghoven aujourd'hui à Grevenbroich
- Wickrath aujourd'hui à Mönchengladbach

Les communes suivantes sont issues de l'ancien arrondissement de Gladbach :
- Kleinenbroich aujourd'hui à Korschenbroich
- Korschenbroich
- Liedberg aujourd'hui à Korschenbroich
- Pesch aujourd'hui à Korschenbroich

et de l'ancien arrondissement de Neuss les communes :
- Büderich aujourd'hui à Meerbusch
- Dormagen
- Frixheim-Anstel aujourd'hui à Rommerskirchen
- Glehn aujourd'hui à Korschenbroich
- Gohr à Dormagen aujourd'hui
- Grefrath aujourd'hui à Neuss
- Hackenbroich à Dormagen aujourd'hui
- Hoisten aujourd'hui à Neuss
- Nettesheim-Butzheim aujourd'hui à Rommerskirchen
- Nievenheim aujourd'hui à Dormagen
- Norf aujourd'hui à Neuss
- Rommerskirchen
- Rosellen aujourd'hui à Neuss
- Straberg aujourd'hui à Dormagen
- Zons aujourd'hui à Dormagen

et seulement partiellement les communes
- Büttgen aujourd'hui à Kaarst
- Holzheim aujourd'hui à Neuss
- Kaarst

L'une des premières mesures décidées le 4 novembre 1929 est la fusion des trois caisses d'épargne des arrondissemsents de Grevenbroich, Neuss et Gladbach en une nouvelle caisse d'épargne de l'arrondissement de Grevenbroich-Neuß. En 1933, les nationaux-socialistes prennent le pouvoir dans l'arrondissement. Au printemps 1945, les troupes américaines occupent le territoire de l'arrondissement et le nouveau premier homme de l'arrondissement, le capitaine américain Brooks, nomme fin février 1945 Peter Gilles au poste d'administrateur provisoire. Il est assisté d'un comité de confiance composé de six personnes, qui se réunit pour la première fois le 2 août 1945. Le 26 février 1946, le parlement d'arrondissement nommé se réunit pour la première fois. Il est composé de 15 membres.
En 1946, l'arrondissement de Grevenbroich-Neuss est rebaptisé arrondissement de Grevenbroich (de).

### Évolution de la démographie
- 1929 0 97 454 habitants
- 1933 104 580 habitants
- 1939 112 340 habitants
- 1945 111 030 habitants

### Superficie
508 kilomètres carrés.

## Administrateurs de l'arrondissement
- 1929–1932: Hans von Chamier Glisczinski (de)
- 1932–1933: Josef Fischenich (de)
- 1933–1945: Max Wallraf (de)
- 1945:–0000 Otto Gilka (de)
- 1945–1949: Peter Gilles (de)